# Scotland Yard
Scotland Yard es fa servir sovint com una metonímia de la Policia Metropolitana de Londres, Anglaterra. Es deriva de la ubicació de la seu original de la Policia Metropolitana a les 4 de Whitehall Place, on hi havia una entrada del darrere en un carrer anomenat Great Scotland Yard. L'entrada de Scotland Yard es va convertir en l'entrada del públic a l'estació de policia. Amb el temps, el carrer i la policia metropolitana es van convertir en sinònims. The New York Times va escriure el 1964 que, igual que Wall Street va donar el seu nom al món financer de Nova York, Scotland Yard va fer el mateix amb l'activitat policial a Londres. Encara que la Policia Metropolitana es va allunyar de Scotland Yard el 1890, el nom de New Scotland Yard va ser adoptat per a la nova seu.